# Salamander (computerspel)
Salamander (ook wel Noord-Amerika: Lifeforce, Japan:沙羅曼蛇) is een computerspel dat werd ontwikkeld en uitgegeven door Konami. Het spel werd in Japan op 4 juli 1986 en in Noord-Amerika op 1 augustus 1988 uitgebracht als arcadespel. Later kwam het spel beschikbaar op diverse homecomputers, zoals de MSX en Commodore 64. Op de MSX was het spel voorzien van een Konami SCC waardoor het geluid superieur is voor zijn tijd en vergelijkbaar is met moderne gameconsoles.
Het is een spel waarin men een ruimteschip bestuurt. Men begint met een langzaam en slecht bewapend toestel en in ieder level bevindt zich op het einde een groot moederschip dat vernietigd dient te worden. Gedurende het spel kan men zwaardere bewapening verkrijgen. In totaal zijn er zes levels die worden afgesloten door een eindbaas. Afhankelijk van het level moet er verticaal of horizontaal gescrold worden. Het spel kan met één of twee spelers tegelijkertijd gespeeld worden.
In 1996 kwam het vervolg op dit spel uit genaamd Salamander 2.

## Levels
- 1 - Planet Latis
- 2 - Asteroid Belt
- 3 - Planet Eioneus
- 4 - Planet Lavinia
- 5 - Planet Kierke
- 6 - Planet Oddyseus

De volgorde van de levels in de MSX-versie ligt niet geheel vast. De speler dient in de levels 3, 4 en 5 zelf het juiste volgende doelwit te kiezen (de best verdedigde planeet). Laat hij dit na, dan wordt de moeilijkheidsgraad van de resterende twee planeten aanzienlijk hoger. Heeft de speler de ROM-cartridge Nemesis 2 in het andere cartridgeslot gestoken, dan volgt nog een Operatie 3+ (feitelijk de laatste ronde van nemesis 2).

## Uitgaven
| Jaartal | Platform                                    |
| ------- | ------------------------------------------- |
| 1986    | Arcadespel in Japan                         |
| 1987    | MSX en Nintendo Entertainment System        |
| 1988    | ZX Spectrum, Commodore 64 en Amstrad        |
| 1991    | PC Engine                                   |
| 1997    | PlayStation en Sega Saturn                  |
| 2003    | Mobiele telefoon                            |
| 2007    | PlayStation Portable, Virtual Console (NES) |
| 2009    | Virtual Console (Wii)                       |
| 2010    | iPhone / iPod / Virtual Console (MSX)       |

## Ontvangst
| Beoordeeld door                       | Platform     | Jaar | Score |
| ------------------------------------- | ------------ | ---- | ----- |
| The Video Game Critic                 | NES          | 2000 | 100%  |
| Commodore Force                       | Commodore 64 | 1993 | 91%   |
| Mean Machines                         | NES          | 1990 | 86%   |
| Tilt                                  | NES          | 1990 | 85%   |
| Quebec Gamers                         | NES          | 2007 | 84%   |
| Nintendo Life                         | Wii          | 2009 | 80%   |
| HonestGamers                          | NES          | 2007 | 80%   |
| Total! (Duitsland)                    | NES          | 1994 | 80%   |
| NES Archives                          | NES          | 2006 | 75%   |
| ACE (Advanced Computer Entertainment) | NES          | 1990 | 74%   |

## Trivia
- Het spel is opgenomen in het boek 1001 Video Games You Must Play Before You Die van Tony Mott.